# 鱼户修
魚戶修（1957年5月9日—），日本漫畫家，出身於北海道函館市；筆名，是其名「修」的平假名。
曾擔任星野之宣與村上紀香的助手。

## 出版作品
- 家栽之人：共15冊，內容為探討司法、青少年與家庭問題，每個單元階以植物為名。
- 挪亞的方舟：共4冊，內容為透過一隻黑猩猩與一位靈長類學者的觀點，探討對自然與文明的省思。
- 亞特蘭提斯傳說（台版）；亞特蘭提斯之謎（港版，正文社）：共15冊，內容為追尋亞特蘭提斯的存在與探險故事。
- 玄米老師的美味便當：6冊待續

## 相關連結
- 時報出版社 （页面存档备份，存于）
- 尖端出版社 （页面存档备份，存于）